# Гробница Ли Шу
Гробница Ли Шоу (кит.: 李壽墓, Lĭ Shòu mù, Ли Шоу также звали Ли Шэньтун (李神通), 557-630 гг. н. э.) -- гробница с вертикальными шахтами, датируется 630 г. н. э. и относится к  ранней династии Тан. Ли Шоу был двоюродным братом танского императора Гаоцзу.
Гробница была раскопана в 1973 году в уезде Саньюань, примерно в 40 километрах к северу от Сианя, провинция Шэньси, и содержала многочисленные артефакты, в том числе стеклянную посуду. Саркофаг сейчас находится в музее Бейлинь в Сиане, там же хранится эпитафия в форме панциря черепахи.

## Галерея

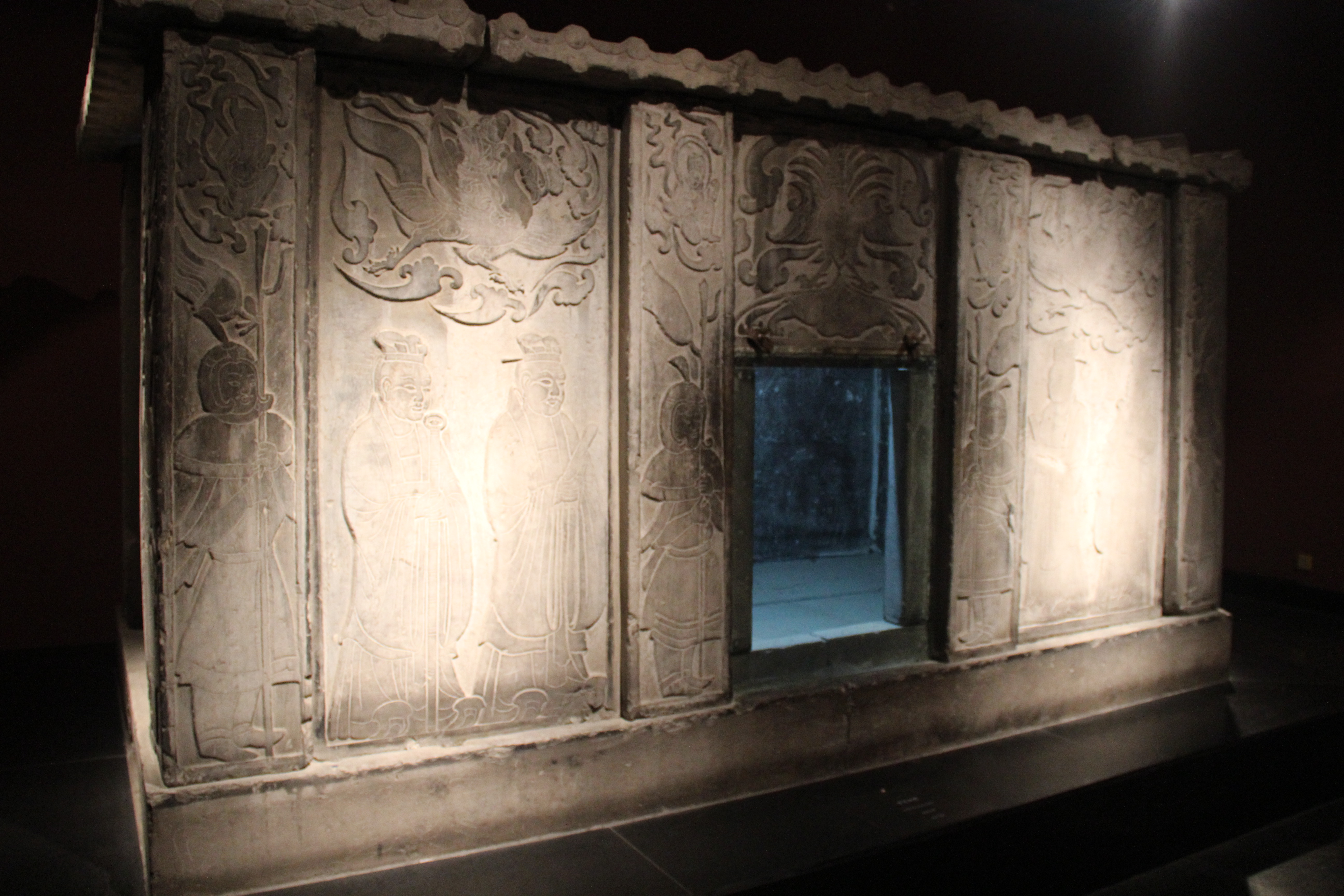
Каменный саркофаг гробницы Ли Шу, 630 г. н. э. Музей Бейлин, Сиань
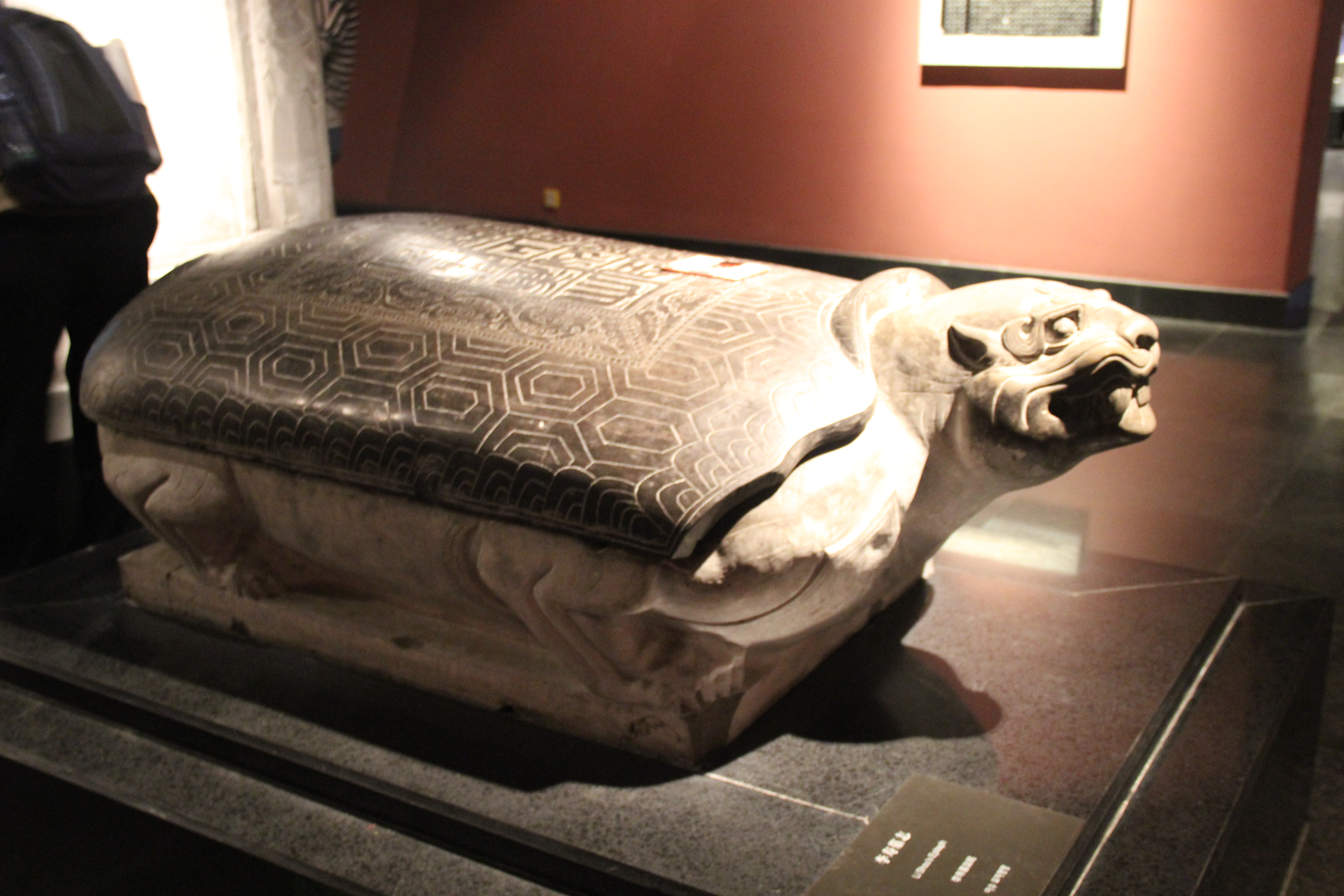
Черепаха, панцирь которой служит эпитафией
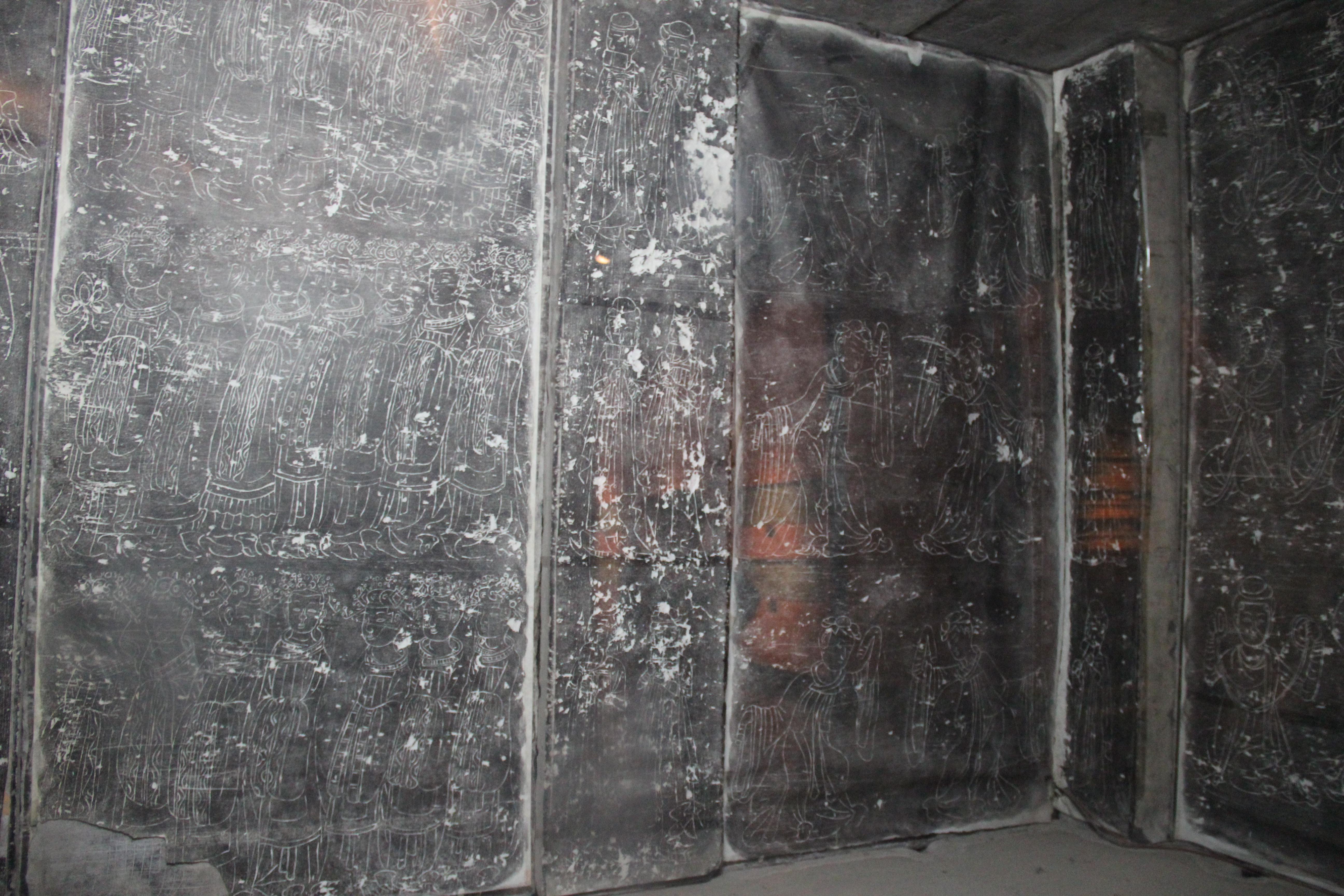
Гравюры с сопровождающими внутри саркофага
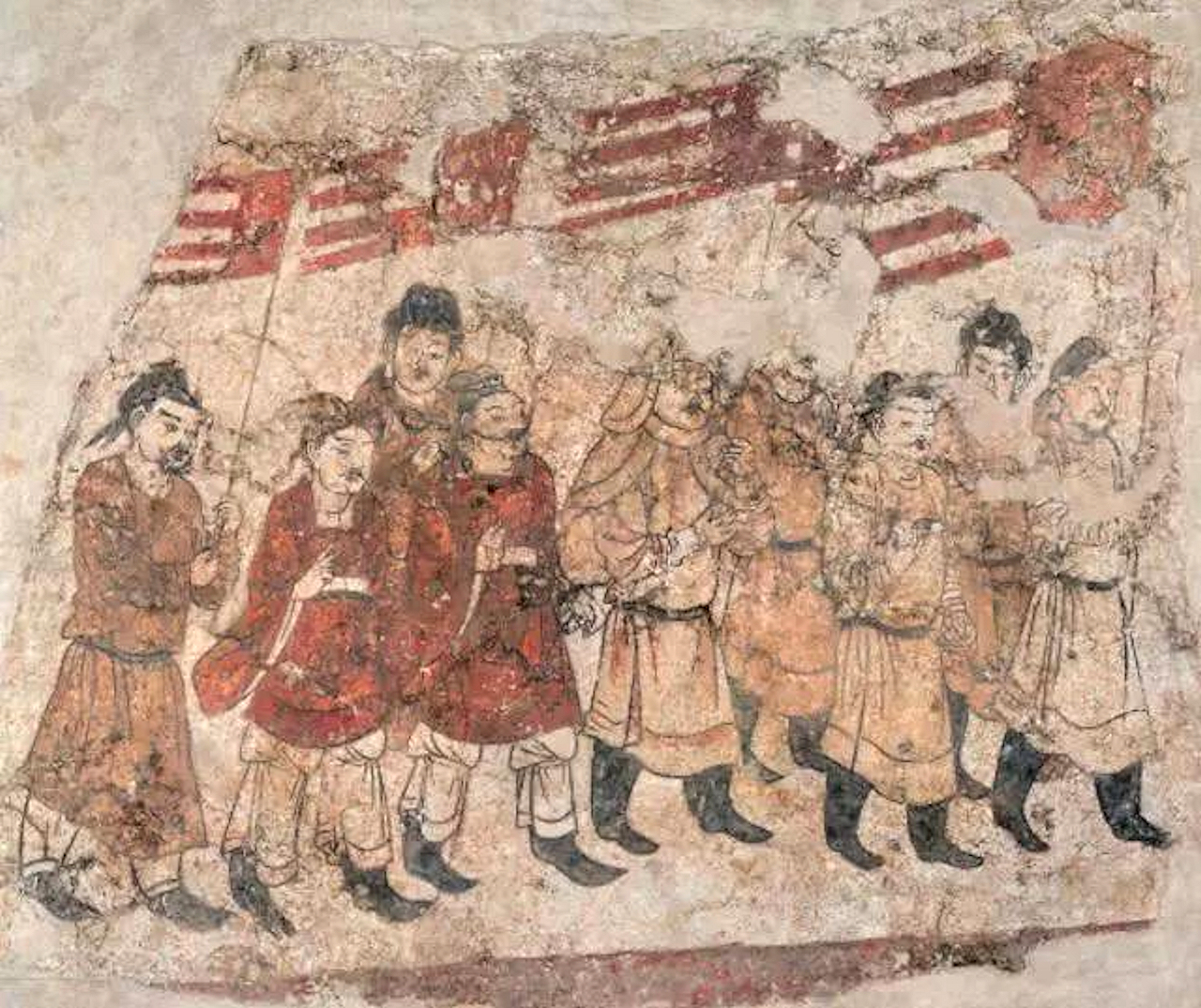
Одна из росписей со стен гробницы
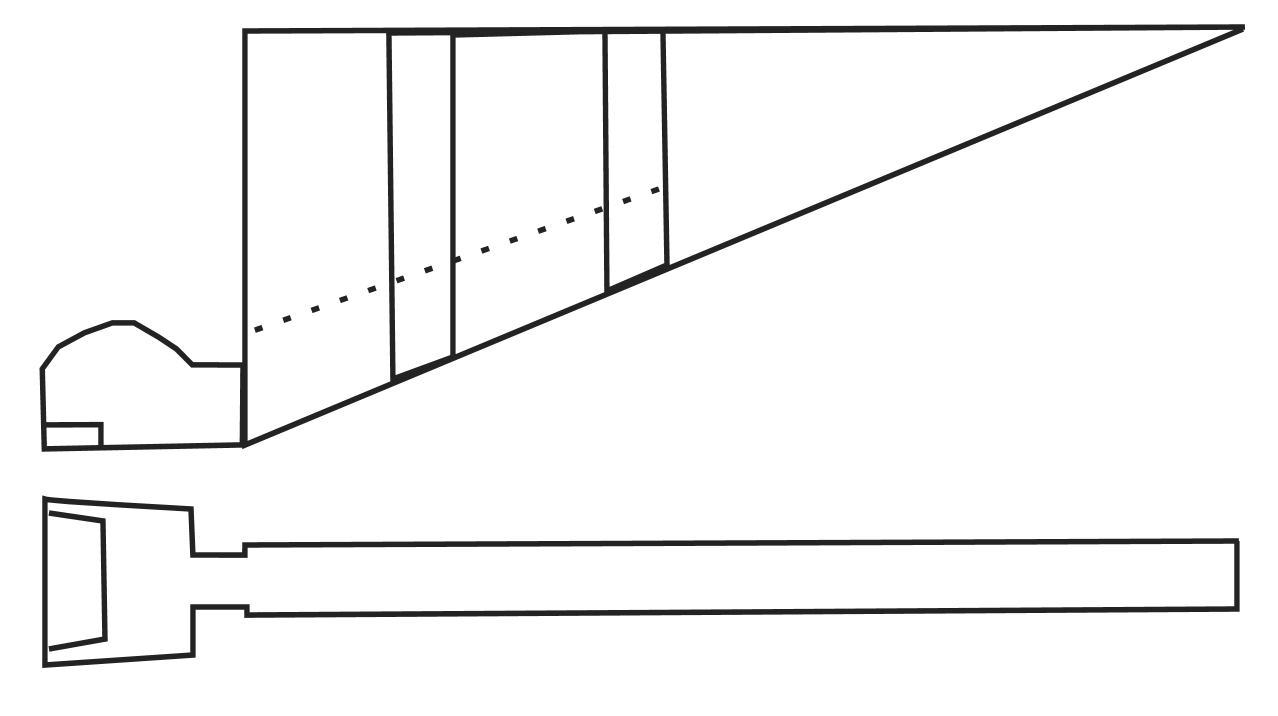
Тип гробницы, как видно из гробницы Ли Сяня
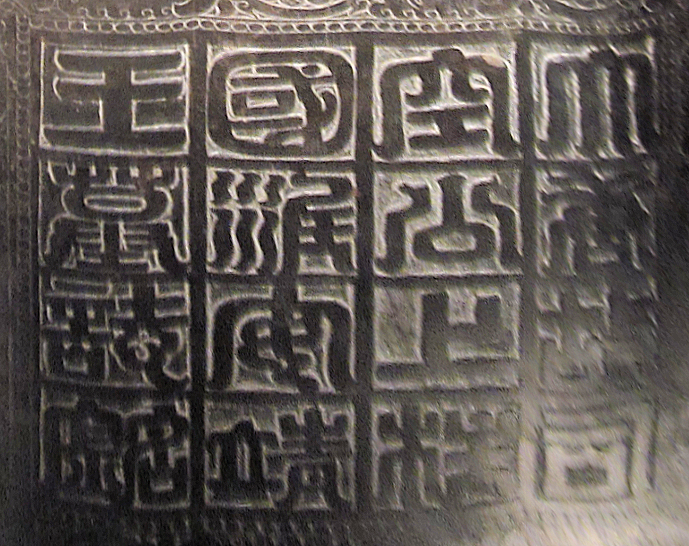
Эпитафия Ли Шу сигиллярным шрифтом: «大唐故司空公上柱国淮安靖王墓志铭»